# Elaine Youngs
Elaine Clara Marie Hermenia Youngs (Orange, 14 februari 1970) is een Amerikaanse voormalige volleyballer en beachvolleyballer. Ze nam deel aan drie Olympische Spelen en won daarbij een bronzen medaille in het beachvolleybal.

## Carrière

### Zaal
Youngs begon op vijftienjarige leeftijd met zaalvolleybal toen ze op highschool in Lake Forest zat. Nadat ze in 1988 haar schooldiploma behaald had, begon ze aan de studie geschiedenis aan de UCLA. Tijdens haar studie speelde Youngs voor het volleybalteam van de universiteit waarmee ze 1991 het NCAA-kampioenschap won. Bovendien werd ze vier keer uitgeroepen tot een 'All-American'. Youngs rondde haar studie in 1993 af en was vervolgens tot en met 1997 onderdeel van de nationale volleybalploeg. Met de Amerikaanse vrouwen werd ze in 1994 zesde bij het wereldkampioenschap in Brazilië en in 1996 zevende bij de Olympische Spelen in Atlanta. Nadien speelde ze zowel een seizoen in de Italiaanse als de Turkse competitie.

### Beach

#### 1997 tot en met 2001
In 1997 begon Youngs haar professionele beachvolleybalcarrière aan de zijde van Liz Masakayan. Ze debuteerde zowel in de Amerikaanse competitie van de WPVA als in de internationale FIVB World Tour. In de binnenlandse competitie speelde ze zes wedstrijden – waarvan vijf met Makasayan – en behaalde ze drie podiumplaatsen; Youngs en Masakayan wonnen in Chicago en eindigden als derde in Dallas en Kauai. In de World Tour namen ze deel aan drie reguliere toernooien met een vierde plaats in Espinho als beste resultaat. Daarnaast deden Youngs en Masakayan mee aan de eerste officiële wereldkampioenschappen beachvolleybal in Los Angeles. Ze eindigden als vijfde nadat ze in de kwartfinale werden uitgeschakeld door hun landgenoten Lisa Arce en Holly McPeak. Het jaar daarop speelde Youngs zes wedstrijden in de World Tour met Nancy Reno. In Espinho behaalde Youngs met een derde plek haar eerste podiumplaats.
Vervolgens vormde ze tot en met 2000 weer een team met Masakayan. Het tweetal deed in 1999 mee aan vier toernooien in de AVP Tour waarvan ze er drie winnend afsloten (Clearwater, Hermosa Beach en Chicago). Op internationaal niveau wisten ze na een vijfde plaats in Acapulco en een vijfentwintigste plaats in Toronto bij de WK in Marseille de bronzen medaille te winnen. Ze verloren de halve finale van hun landgenoten Annett Davis en Jenny Jordan, maar kregen in de troostfinale een reglementaire overwinning op het Braziliaanse duo Sandra Pires en Adriana Samuel. Ze eindigden verder als tweede in Salvador en als derde in Espinho. In 2000 wonnen Youngs en Masakayan drie van de elf FIVB-toernooien waar ze aan deelnamen (Vitória, Espinho en Dalian). Ze wisten zich desalniettemin niet de plaatsen voor te Olympische Spelen in Sydney.
Het seizoen daarop speelde Youngs met Barbra Fontana. Het duo was in de AVP Tour op vier toernooien actief en behaalde enkel podiumplaatsen. Ze wonnen in Manhattan Beach en eindigden eenmaal als tweede (Hermosa Beach) en tweemaal als derde (Muskegon en Santa Barbara). In de World Tour namen ze verder deel aan acht reguliere toernooien. Het tweetal boekte overwinningen in Cagliari en Marseille en eindigde daarnaast viermaal op het podium: in Gstaad en Gran Canaria op de tweede plaats en in Espinho en Osaka op de derde plaats. Bij de WK in Klagenfurt bereikten ze de halve finale die ze verloren van het Braziliaanse duo Pires en Tatiana Minello. In de troostfinale was het Tsjechische tweetal Eva Celbová en Soňa Nováková vervolgens te sterk, waardoor Youngs en Fontana als vierde eindigden. Bij de Goodwill Games in Brisbane wonnen ze verder de bronzen medaille ten koste van het Australische duo Natalie Cook en Kerri Pottharst.

#### 2002 tot en met 2004
Van 2002 tot en met 2004 vormde Youngs een team met McPeak. Het eerste seizoen won het duo vijf (Huntington Beach, Hermosa Beach, Santa Barbara, Belmar en Las Vegas) van de zeven toernooien in de binnenlandse competitie waar het aan deelnam. Bij de twee resterende toernooien (Manhattan Beach en Chicago) eindigden ze als tweede. Internationaal speelden ze acht wedstrijden waarbij ze niet lager eindigden dan een vijfde plaats. Youngs en McPeak wonnen in Stavanger, Marseille, Rodos en Vitória. Daarnaast eindigden ze als tweede en Maoming en werden ze derde in Montreal en Klagenfurt. Het daaropvolgende jaar deed het tweetal in aanloop naar WK in Rio de Janeiro mee aan zes FIVB-toernooien met een tweede plaats in Berlijn als beste resultaat. In Rio bereikten Youngs en McPeak de kwartfinale waar ze werden uitgeschakeld door de Braziliaanse Shelda Bede en Adriana Behar. In de AVP Tour speelden ze negen wedstrijden met een eerste plaats (San Diego), zeven tweede plaatsen (Fort Lauderdale, Hermosa Beach, Belmar, Manhattan Beach, Huntington Beach, Chicago en Las Vegas) en een derde plaats (Tempe) als resultaat.
In 2004 nam het duo aan tien toernooien in de Amerikaanse competitie deel en eindigde het bij elk van die toernooien op het podium. In Manhattan Beach, San Diego, Belmar en Hermosa Beach werd gewonnen, terwijl ze in Fort Lauderdale, Tempe, Las Vegas en Santa Barbara als tweede en in Austin en Chicago als derde eindigden. In de World Tour speelden ze zeven wedstrijden met twee overwinningen (Shanghai en Stavanger), een tweede plaats (Rodos) en twee derde plaatsen (Gstaad en Berlijn) als resultaat. Bij de Olympische Spelen in Athene bereikten Youngs en McPeak de halve finale die ze verloren van hun landgenoten Kerri Walsh en Misty May-Treanor. In de troostfinale waren ze vervolgens te sterk voor het Australische duo Cook en Nicole Sanderson, waardoor ze de bronzen medaille wonnen.

#### 2005 tot en met 2010
Het daaropvolgende seizoen speelde Youngs met Rachel Wacholder. Bij de WK in Berlijn eindigde het tweetal als zevende. Youngs en Wacholder verloren in de derde ronde van Walsh en May-Treanor, waarna ze in de zesde herkansingsronde definitief werden uitgeschakeld door het Cubaanse duo Dalixia Fernández en Tamara Larrea. Ze haalden bij de overige zes FIVB-toernooien telkens de top vijf met een tweede plaats (Klagenfurt) en twee derde plaatsen (Salvador en Acapulco) als resultaat. In de AVP Tour waren ze actief op dertien toernooien. Ze boekten drie overwinningen (Mason, Huntington Beach en Boulder), vijf tweede plaatsen (Fort Lauderdale, Tempe, Belmar, Hermosa Beach en Manhattan Beach) en vijf derde plaatsen (Austin, Santa Barbara, San Diego, Chicago en Honolulu). In 2006 speelden Youngs en Wacholder tien wedstrijden in de binnenlandse competitie en namen ze deel aan vijf FIVB-toernooien. Ze kwamen in de World Tour niet verder dan twee vierde plaatsen (Modena en Athene). In de AVP Tour behaalde het duo twee zeges (Hermosa Beach en Atlanta), vier tweede plaatsen (Santa Barbara, Huntington Beach, Seaside Heights en Chicago) en vier derde plaatsen (Fort Lauderdale, Tempe, Sacramento en Birmingham). Met Nancy Reynolds eindigde ze bovendien als tweede in Manhattan Beach.

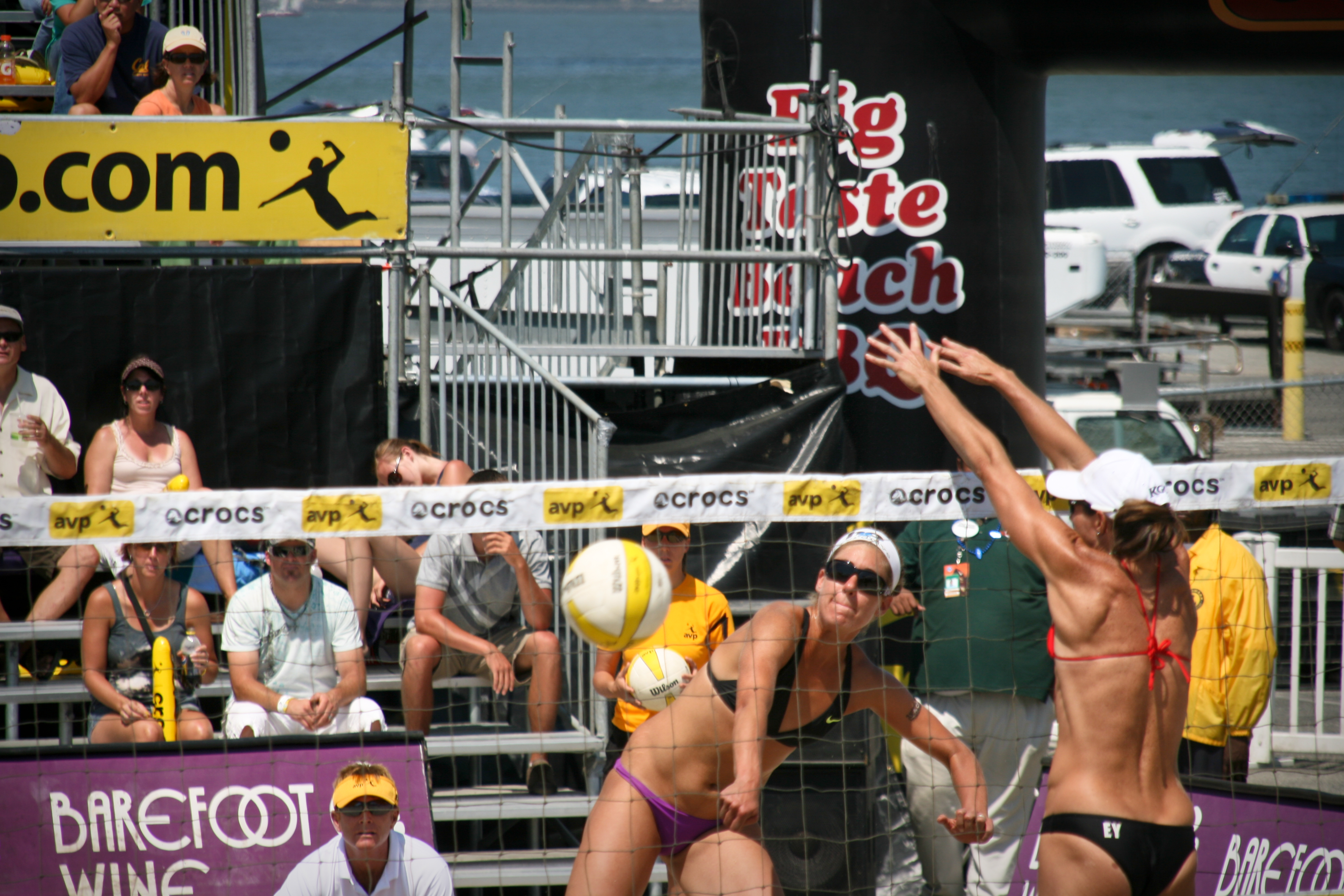
Youngs (rechts) probeert de bal van April Ross te blokkeren bij de finale van het AVP-toernooi in San Francisco (2009)

Gedurende het seizoen wisselde Youngs van partner naar Nicole Branagh met wie ze tot 2009 zou spelen. Het tweetal nam deel aan drie toernooien in zowel de AVP als de World Tour. In de Amerikaanse competitie was een derde plaats in Brooklyn het beste resultaat en in de internationale competitie een vierde plaats in Vitória. In 2007 bereikten Youngs en Branagh bij de WK in Gstaad de kwartfinale. Daar werd het duo uitgeschakeld door het Chinese tweetal Xue Chen en Zhang Xi waardoor het als vijfde eindigde. Bij de overige zeven FIVB-toernooien behaalden ze enkel toptienplaatsen met onder meer een tweede plaats in Phuket en twee derde plaatsen in Sint-Petersburg en Fortaleza. In de AVP Tour deden ze mee aan veertien toernooien en behaalden ze drie overwinningen (Miami, Seaside Heights en Boston).
Het jaar daarop speelden Youngs en Branagh twaalf wedstrijden in de AVP Tour. Ze wonnen tweemaal (Charleston en Mason), eindigden viermaal als tweede (Miami, Dallas, Chicago en San Francisco) en werden vijfmaal derde (Huntington Beach, Hermosa Beach, Long Beach, Santa Barbara en Manhattan Beach). In aanloop naar de Olympische Spelen in Peking nam het duo verder deel aan acht FIVB-toernooien. Ze wonnen in Barcelona, eindigden als tweede in Moskou en werden derde in Seoel en Parijs. In Peking bereikten Youngs en Branagh de kwartfinale waar ze opnieuw werden uitgeschakeld door Xue en Zhang.
In 2009 speelde Youngs met Branagh vijf internationale wedstrijden waaronder de WK in Stavanger. Het duo bereikte de kwartfinale die verloren werd van het Braziliaanse tweetal Ana Paula Connelly en Shelda Bede. In Gstaad en Klagenfurt eindigden ze verder respectievelijk als derde en tweede. Klagenfurt was tevens Youngs laatste toernooi in de World Tour. In de binnenlandse competitie namen ze deel aan veertien toernooien, waarvan ze er negen wonnen (Panama City, Riverside, San Diego, Huntington Beach, Atlanta, Manhattan Beach, Hermosa Beach, Muskegon en Chicago). Daarnaast werden ze viermaal tweede (Houston, Ocean City, San Francisco en Mason). Het seizoen daarop was Youngs met Wacholder actief in de AVP Tour. Ze deden mee aan zeven toernooien en eindigden zesmaal op het podium. In Belmar en Hermosa Beach werd het duo tweede en in Santa Barbara, Huntington Beach, Virginia Beach en Long Beach derde. Na de wedstrijd in Long Beach sloot Youngs haar sportieve carrière af.

## Palmares

### Zaal
Kampioenschappen
- 1991:  NCAA-kampioenschap
- 1994: 6e WK
- 1996: 7e OS

### Beach
Kampioenschappen
- 1997: 5e WK
- 1999:  WK
- 2001: 4e WK
- 2001:  Goodwill Games
- 2003: 5e WK
- 2004:  OS
- 2005: 7e WK
- 2007: 5e WK
- 2008: 5e OS
- 2009: 5e WK

FIVB World Tour
- 1998:  Espinho Open
- 1999:  Espinho Open
- 1999:  Salvador Open
- 2000:  Vitória Open
- 2000:  Espinho Open
- 2000:  Dalian Open
- 2001:  Cagliari Open
- 2001:  Gstaad Open
- 2001:  Gran Canaria Open
- 2001:  Grand Slam Marseille
- 2001:  Espinho Open
- 2001:  Osaka Open
- 2002:  Stavanger Open

- 2002:  Montreal Open
- 2002:  Grand Slam Marseille
- 2002:  Rodos Open
- 2002:  Grand Slam Klagenfurt
- 2002:  Maoming Open
- 2002:  Vitória Open
- 2003:  Grand Slam Berlijn
- 2004:  Rodos Open
- 2004:  Shanghai Open
- 2004:  Gstaad Open
- 2004:  Grand Slam Berlijn
- 2004:  Stavanger Open
- 2005:  Grand Slam Klagenfurt
- 2005:  Salvador Open
- 2005:  Acapulco Open
- 2007:  Sint-Petersburg Open
- 2007:  Fortaleza Open
- 2007:  Phuket Open
- 2008:  Seoel Open
- 2008:  Barcelona Open
- 2008:  Grand Slam Parijs
- 2008:  Grand Slam Moskou
- 2009:  Grand Slam Gstaad
- 2009:  Grand Slam Klagenfurt